# Jean Mercure
Jean Mercure (27 de marzo de 1909 – 24 de junio de 1998) fue un actor, adaptador, escenógrafo y hombre de teatro de nacionalidad francesa. Dirigió el Théâtre de la Ville desde 1968 a 1985. 

## Biografía
Su nombre completo era Pierre Isaac Libermann, y nació en París, Francia. Jean Mercure debutó en el teatro en 1932. En 1937 actuó en La ópera de los tres centavos, de Bertolt Brecht. Tras llevar a escena varias piezas consideradas « difíciles », como Le Fleuve étincelant de Charles Morgan, o Le Silence de la mer de Vercors, él fundó en 1958 la compañía « Nouveau Cartel » con André Barsacq, Jean-Louis Barrault y Raymond Rouleau. A mediados de los años 1960 trabajó en numerosos teatros privados de París, y marcó su interés por un repertorio exigente orientado en particular hacia la creación de piezas recientes, tanto francesas como extranjeras.
En 1968 asumió la dirección del Théâtre de la Ville, tras dos años de reestructuración de la sala del Théâtre Sarah-Bernhard. Fue el origen del renacimiento de la institución, abriendo su programación al teatro contemporáneo, y sobre todo a la danza contemporánea y a las músicas del mundo. Bajo su dirección y con la ayuda de Gérard Violette, su administrador general, el Théâtre de la Ville llegó a ser una entidad esencial para la danza, sobre todo para la nueva danza francesa, a la vez que fue sostén de las producciones de Pina Bausch. Mercure dejó la dirección del teatro a Gérard Violette en el año 1985.
Jean Mercure se suició el 24 de junio de 1998 junto a su esposa, la actriz Jandeline. Fue enterrado en Villiers-sous-Grez. 
La Bibliothèque historique de la ville de París conserva unos « fondos Jean-Mercure », formados por correspondencia, maquetas, planos y dibujos de decorados, archivos de obras en las que él actuó y trabajó como escenógrafo entre 1945 y 1969, y archivos relacionados con su época como director del Théâtre de la Ville. La colección llegó gracias a la gestión de la Association de la Régie théâtrale, que la había recibido de manos de la hija de Jean Mercure, Isa Mercure, en 1999.

## Teatro

### Actor
- 1932 : Les Trois Voyages, de André Karquel y Alfred Tirard, Théâtre Tristan-Bernard
- 1932 : Le Triomphe de la science, de Tristan Bernard, Théâtre Tristan-Bernard
- 1932 : Le Marchand d'idées, de Solange Duvernon, Comédie-Caumartin
- 1932 : Germinal, de William Busnach a partir de Émile Zola, Théâtre des Bouffes du Nord
- 1932 : L'Homme de Moscou, de Robert Organd
- 1932 : Sortilèges, de Henri-René Lenormand, escenografía de Camille Corney, Teatro de los Campos Elíseos
- 1933 : Teddy and Partner, de Yvan Noé, Théâtre Michel
- 1934 : Citoyens !, de Félix Ruster-Giaccobi, Théâtre de la Renaissance
- 1934 : L'Âge de Juliette, de Jacques Deval, Théâtre Saint-Georges
- 1935 : Le Bonheur, de Henri Bernstein, Casino municipal de Niza
- 1935 : Le Valet de deux maîtres, de Carlo Goldoni, Théâtre Hébertot
- 1936 : Qui, de André Pascal y Albert-Jean, escenografía de Fernand Mailly, Théâtre de la Renaissance
- 1936 : La Treizième Enquête de Grey, de Alfred Gragnon, escenografía de Fernand Mailly, Théâtre des Capucines
- 1937 : Le Crime du boulevard Haussmann, de Georges Vaxelaire, escenografía de Fernand Mailly, Théâtre des Capucines
- 1937 : Le Masque de la mort rouge, de Theo Sgourdellis a partir de Edgar Allan Poe, Théâtre des Capucines
- 1937 : Le Dernier Prêtre, de Theo Sgourdellis, Théâtre des Capucines
- 1937 : La ópera de los tres centavos, de Bertolt Brecht, escenografía de Francesco von Mendelssohn y Raymond Rouleau, Théâtre de l'Étoile
- 1937 : Un roi, deux dames, un valet, de François Porché, Gran Teatro de Burdeos
- 1939 : Boudu sauvé des eaux, de René Fauchois, Teatro de la Porte Saint-Martin
- 1941 : La vie est belle, de Marcel Achard, Théâtre du Gymnase (Marseille)
- 1941 : Los enredos de Scapin, de Molière, escenografía de Louis Ducreux, Compagnie du Rideau Gris
- 1941 : Tout homme, de Henri Fluchère, Compagnie du Rideau Gris
- 1941 : El sueño de una noche de verano, de William Shakespeare, escenografía de Marcel Lupovici
- 1941 : Am Stram Gram, de André Roussin, escenografía del autor, Théâtre des Célestins
- 1941 : Le Carrosse du Saint-Sacrement, de Prosper Mérimée
- 1941 : Fantasio, de Alfred de Musset, escenografía de Louis Ducreux
- 1942 : El barbero de Sevilla, de Pierre-Augustin Caron de Beaumarchais, escenografía de Louis Ducreux
- 1942 : La escuela de los maridos, de Molière, escenografía de Jean Mercure
- 1942 : Peg de mon cœur, de Hartley Manners, adaptación de Yves Mirande y Maurice Vaucaire
- 1946 : Charivari Courteline, piezas de Georges Courteline, Espace Cardin
  - Le gendarme est sans pitié
  - La Peur des coups
  - Lidoire
- 1946 : Huon de Bordeaux, de Alexandre Arnoux, escenografía de Jean Mercure, Théâtre Pigalle
- 1948 : Maître après Dieu, de Jan de Hartog, escenografía de Jean Mercure, Théâtre Verlaine
- 1951 : Mort d'un rat, de Jan de Hartog, escenografía de Jean Mercure, Théâtre Gramont
- 1952 : Sur la terre comme au ciel, de Fritz Hochwälder, escenografía de Jean Mercure, Théâtre de l'Athénée
- 1953 : Une visite de noces, de Alexandre Dumas (hijo), escenografía de Jean Mercure, Théâtre Saint-Georges
- 1953 : La Volupté de l'honneur, de Luigi Pirandello, escenografía de Jean Mercure, Théâtre Saint-Georges
- 1954 : Living-Room, de Graham Greene, escenografía de Jean Mercure, Théâtre Saint-Georges y Théâtre Montparnasse en 1955
- 1954 : La Volupté de l'honneur, de Luigi Pirandello, escenografía de Jean Mercure, Théâtre Saint-Georges y Théâtre Montparnasse en 1955
- 1955 : Le Bal des adieux, de André Josset, escenografía de Jean Mercure, Théâtre Montparnasse
- 1955 : Une visite de noces, de Alexandre Dumas (hijo), escenografía de Jean Mercure, Théâtre Montparnasse
- 1957 : Ouragan sur le Caine, de Herman Wouk, escenografía de André Villiers, L'Européen
- 1959 : Le Cas Dobedatt, de George Bernard Shaw, escenografía de Jean Mercure, Théâtre des Bouffes-Parisiens
- 1962 : L'Archipel Lenoir, de Armand Salacrou, escenografía de Charles Dullin, Théâtre Montparnasse
- 1962 : Trencavel, de Robert Collon, escenografía de Jean Mercure, Théâtre Montparnasse
- 1963 : Don Juan, de Molière, escenografía de Jean Mercure, Ankara
- 1964 : Santa Juana, de George Bernard Shaw, escenografía de Pierre Franck, Théâtre Montparnasse

Théâtre de la Ville
- 1968 : Seis personajes en busca de autor, de Luigi Pirandello, escenografía de Jean Mercure
- 1969 : Pizarro et le soleil, de Peter Shaffer, escenografía de Jean Mercure
- 1971 : No habrá guerra de Troya de Jean Giraudoux, escenografía de Jean Mercure, Théâtre de la Ville, Festival de Aviñón
- 1971 : Rintru pa trou tar hin !, de François Billetdoux, escenografía de Serge Peyrat
- 1972 : Los endemoniados, de Albert Camus a partir de Fiódor Dostoyevski, escenografía de Jean Mercure
- 1972 : Santé publique, de Peter Nichols, escenografía de Jean Mercure
- 1973 : El alma buena de Szechwan, de Bertolt Brecht, escenografía de Jean Mercure
- 1975 : Zoo ou l'Assassin philanthrope, de Vercors, escenografía de Jean Mercure
- 1979 : Gin Game, de Donald L. Coburn, escenografía de Jean Mercure
- 1980 : Gin Game, de Donald L. Coburn, escenografía de Jean Mercure, Théâtre des Célestins
- 1982 : Quoi qu'on fasse, on casse, de Michael Frayn, escenografía de Jean Mercure
- 1984 : L'Art de la comédie, de Eduardo De Filippo, escenografía de Jean Mercure
- 1985 : Volpone, de Jules Romains y Stefan Zweig a partir de Ben Jonson, escenografía de Jean Mercure
- 1986 : Gin Game, de Donald L. Coburn, escenografía de Jean Mercure, Théâtre Fontaine

### Director
- 1942 : La escuela de los maridos, de Molière
- 1945 : Le Fleuve étincelant, de Charles Morgan, Théâtre Pigalle y Espace Cardin
- 1946 : Charivari Courteline, 8 piezas de Georges Courteline, Espace Cardin
- 1946 : Mégarée, de Maurice Druon, Théâtre royal du Parc y Théâtre du Vieux-Colombier
- 1946 : Plainte contre inconnu, de Georges Neveux, Théâtre Gramont
- 1946 : Huon de Bordeaux, de Alexandre Arnoux, Théâtre Pigalle
- 1948 : Docteur Hinterland, de Jean Josipovici, Théâtre des Noctambules
- 1948 : Un baron sur la branche, de Barthélemy Taladoire y Étienne Fuzelier, Théâtre Édouard VII
- 1948 : Maître après Dieu, de Jan de Hartog, Théâtre Verlaine
- 1949 : Le Silence de la mer, a partir de Vercors, Théâtre Édouard VII
- 1949 : La Tentation de Tati, de Jean Schlumberger, Théâtre Édouard VII
- 1949 : L'Art du troubadour
- 1949 : Miss Mabel, de Robert Cedric Sherriff, Théâtre Saint-Georges
- 1950 : Dieu le savait !, de Armand Salacrou
- 1951 : Mort d'un rat, de Jan de Hartog, Théâtre Gramont
- 1951 : La escuela de las mujeres, de Molière, Tel Aviv
- 1951 : Dieu le savait !, de Armand Salacrou, Théâtre Saint-Georges
- 1951 : Maître après Dieu, de Jan de Hartog, Théâtre de la Gaîté-Montparnasse
- 1952 : Sur la terre comme au ciel, de Fritz Hochwälder, Théâtre de l'Athénée
- 1952 : Casa de muñecas, de Henrik Ibsen, Comédie-Caumartin
- 1953 : Sud, de Julien Green, Théâtre de l'Athénée-Louis-Jouvet
- 1953 : Une visite de noces, de Alexandre Dumas (hijo), Théâtre Saint-Georges
- 1953 : La Volupté de l'honneur, de Luigi Pirandello, Théâtre Saint-Georges
- 1954 : Un nommé Judas, de Pierre Bost y Claude-André Puget, Comédie-Caumartin
- 1954 : Living-Room, de Graham Greene, Théâtre Saint-Georges y Théâtre Montparnasse en 1955
- 1955 : Le Bal des adieux, de André Josset, Théâtre Montparnasse
- 1955 : Une visite de noces, de Alexandre Dumas (hijo), Théâtre Montparnasse
- 1955 : La Volupté de l'honneur, de Luigi Pirandello, Théâtre Montparnasse
- 1955 : Les Amants novices, de Jean Bernard-Luc, Théâtre Montparnasse
- 1956 : Mademoiselle Fanny, de Georgette Paule y Gabriel Arout, Théâtre des Mathurins
- 1956 : Thé et sympathie, de Robert Anderson, Théâtre de Paris
- 1958 : La Tour d'ivoire, de Robert Ardrey, Théâtre des Bouffes-Parisiens
- 1959 : Le Cas Dobedatt, de George Bernard Shaw, Théâtre des Bouffes-Parisiens
- 1960 : Si la foule nous voit ensemble, de Claude Bal, Théâtre de Paris
- 1960 : Le Pain de ménage y Le Plaisir de rompre, de Jules Renard, Comédie-Française
- 1960 : Volo di notte, de Luigi Dallapiccola, Théâtre national de l'Opéra-Comique
- 1960 : El Cardenal de España, d'Henry de Montherlant, Comédie-Française
- 1961 : Le Repos du guerrier, de Christiane Rochefort, adaptación de Raf Vallone, Théâtre de Paris
- 1962 : Trencavel, de Robert Collon, Théâtre Montparnasse
- 1963 : Don Juan, de Molière, Ankara
- 1963 : Le Paria, de Graham Greene, Théâtre Saint-Georges
- 1965 : L'Orphelin de la Chine, de Voltaire, Comédie-Française
- 1965 : Pourquoi pas Vamos, de Georges Conchon, Théâtre Édouard VII
- 1966 : Don Juan de Molière, Tokio
- 1968 : El Cardenal de España, de Henry de Montherlant, en colaboración con Michel Etcheverry, Festival de Bellac

Théâtre de la Ville
- 1968 : Seis personajes en busca de autor, de Luigi Pirandello
- 1969 : L'Engrenage, de Jean-Paul Sartre
- 1969 : Pizarro et le soleil, de Peter Shaffer
- 1971 : No habrá guerra de Troya, de Jean Giraudoux, Théâtre de la Ville y Festival de Aviñón
- 1972 : Los endemoniados, de Albert Camus a partir de Fiódor Dostoyevski
- 1972 : Santé publique, de Peter Nichols
- 1973 : El alma buena de Szechwan, de Bertolt Brecht
- 1974 : La Création du monde et autres bisness, de Arthur Miller
- 1975 : Zoo ou l'Assassin philanthrope, de Vercors
- 1975 : Così fan tutte, de Wolfgang Amadeus Mozart, Festival de Aix-en-Provence
- 1977 : La guerre de Troie n'aura pas lieu, de Jean Giraudoux, gira por Estados Unidos y Canadá
- 1978 : La Maison des cœurs brisés, de George Bernard Shaw
- 1979 : Gin Game, de Donald L. Coburn
- 1982 : Quoi qu'on fasse, on casse, de Michael Frayn
- 1984 : L'Art de la comédie, de Eduardo De Filippo
- 1985 : Volpone, de Jules Romains y Stefan Zweig a partir de Ben Jonson

## Filmografía

### Cine
- 1937 : Le Porte-Veine, de André Berthomieu
- 1938 : La Rue sans joie, de André Hugon
- 1938 : Les Gens du voyage, de Jacques Feyder
- 1938 : Le Héros de la Marne, de André Hugon
- 1939 : Entente cordiale, de Marcel L'Herbier
- 1941 : Le Club des soupirants, de Maurice Gleize
- 1941 : Il était un foie, de Michel Dulud
- 1945 : Jeux de femmes, de Maurice Cloche
- 1948 : Marlène, de Pierre de Hérain
- 1949 : Ballerina, de Ludwig Berger
- 1949 : Le Parfum de la dame en noir, de Louis Daquin
- 1949 : Les Vagabonds du rêve, de Charles-Félix Tavano
- 1950 : Maître après Dieu, de Louis Daquin
- 1951 : Trois femmes, de André Michel, sketch Coralie
- 1953 : La espada y la rosa, de Ken Annakin
- 1954 : Le Rouge et le Noir, de Claude Autant-Lara
- 1957 : Le Gorille vous salue bien, de Bernard Borderie
- 1958 : Dangerous Exile, de Brian Desmond Hurst
- 1959 : Austerlitz, de Abel Gance
- 1960 : Les Magiciennes, de Serge Friedman
- 1964 : Elle est à tuer, de Dossia Mage
- 1982 : Mille milliards de dollars, de Henri Verneuil
- 1989 : Baxter, de Jérôme Boivin
- 1991 : Aujourd'hui peut-être..., de Jean-Louis Bertuccelli
- 1992 : Deux amis prélude, de Pierre Schoeller

### Televisión
- 1962 : Rien que la vérité, de Claude Loursais
- 1962 : Quatrevingt-treize, de Alain Boudet
- 1973 : Au théâtre ce soir : Ouragan sur le Caine, de Herman Wouk, escenografía de André Villiers, Dirección de Georges Folgoas, Théâtre Marigny
- 1974 : Messieurs les jurés: L'Affaire Lussanger de André Michel
- 1977 : Zoo ou l'Assassin philanthrope, de Renaud Saint-Pierre
- 1988 : L'Argent, de Jacques Rouffio

Escenógrafo
- 1967 : Au théâtre ce soir: Le Rayon des jouets, de Jacques Deval, dirección de Pierre Sabbagh, Théâtre Marigny